# Kanze-Schule

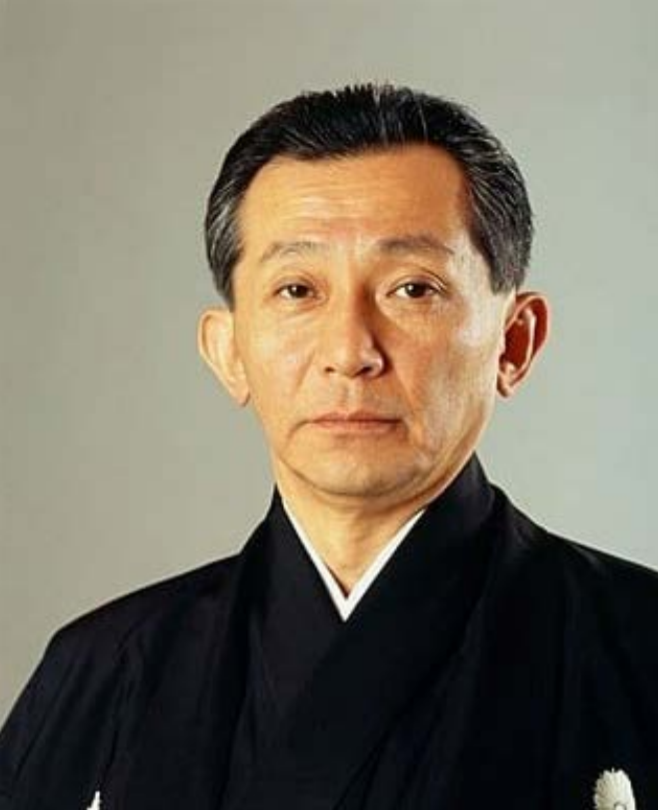
Kanze Kiyokata, Leiter der Hauptschule

Die Kanze-Schule (japanisch 観世流, Kanze-ryū) ist eine der fünf wichtigen Schulen für Shite-Spieler (Hauptdarsteller) des professionellen Nō-Theaters in Japan.

## Übersicht

### Entstehungszeit
Begründer der Kanze-Schule ist „Kan’ami Kiyotsugu“ (観阿弥 清次; 1333–1384), dessen Jugendname „Kanze Maru“ (観世 丸) war. Er nannte sich „Yuzakiza“ (結崎座) und gehört mit Emmaiza (円満井座), Tobiza (外山座) und Sakadoza (坂戸座) zum Tempel Kōfuku-ji zu den „Vier Za des Yamato Sarugaku“ (大和猿楽). Seit 1374 wurden Vater Kan’ami und der Sohn Zeami (世阿弥) vom Shōgun Ashikaga Yoshimitsu gefördert, und so konnten sie das Nō künstlerisch weiterentwickeln.
In der dritten Generation folgte Zeamis Sohn „Kanze Motomasa“ (観世 元雅; 1394?–1443). Ashikaga Yoshinori fand „Kanze On’ami“ (観世 音阿弥; 1398–1467) besser, einen Cousin von Motomasa, und machte ihn zum nächsten „Tayū“ (大夫), also Leiter. Die aktuelle Kanze-Familie zählt Motomasa nicht in ihrer Linie, sondern Kanze On’ami als dritte Generation. „Kanze Nobumitsu“ (観世 信光; 1435–1516), ein Sohn von On’ami, und dessen Sohn „Kanze Nagatoshi“ (観世 長俊), ein Sohn von Kanze Motoshiga, und andere aufeinanderfolgende Tayūs und schufen innovative Nō-Stücke, um die gesellschaftlich-turbulente Zeit am Ende der Muromachi-Zeit zu überwinden.
Die „Vier Sitze“ (四座, Yonza) seit der Zeit des Namboku-chō und der aufkommenden Stil der „Kita-Schule“ (喜多流), die als „Shikigaku“ (式楽) in das System des Edo-Shogunats eingegliedert wurden, fanden der 7. der Kanze-Schule, „Kanze Mototada“ (観世 元忠; 1509－1584) und der 9. „Kanze Kokusetsu“ (観世 黒雪; 1566–1627) Anerkennung beim Shōgun Tokugawa Ieyasu. Aufgrund der Verbindung mit Ieyasu erlangte der Kanze-za die führende Position unter den Nō-Schulen. Wichtig wurde dann die „Meiwa-Revision“ (明和の改正; Meiwa no kaisei), mit der das 15. Oberhaupt, Kanze Motoakira (観世元章; 1722–1774) eine grundlegende Überarbeitung der Texte und Aufführungspraxis versuchte.

### Neuere Zeit
Während der Meiji-Restauration 1868 zog „Kanze Kiyotaka“ (観世 清孝; 1837–1888), das 22. Oberhaupt mit dem abgedankten Shōgun Tokugawa Yoshinobu nach Shizuoka, während „Umewaka Minoru“ (1828–1909), Oberhaupt der 2. Generation, und das 5. Oberhaupt der neuen Linie, „Kanze Tetsunojō“ (観世 銕之丞), auch „Kanze Kōsetsu“ (観世 紅雪; 1843–1911) genannt, nach Tokio gingen, um dort den Wiederaufbau des Nō zu fördern. Der Streit mit der Kanze-Familie um das Recht zur Ausstellung von Diplomen führte 1921 zur Etablierung des Umewaka-Stils. Der Streit wurde aber bald aufgrund der Spaltung innerhalb der Umewaka-Linie beigelegt, als 1929 Umewaka Minoru bzw. Umewaka Ichimon (梅若 一門) zur Kanze-Schule zurückkehrten.
Von der Taishō-Zeit bis zur Shōwa-Zeit war das 24. Oberhauptes „Kanze Sakon“ (観世 左近; 1895–1935) aktiv. Der erste Umekawa „Umewaka Manzaburō“ (梅若 万三郎; 1869–1946), das 6. Oberhaupt „Kanze Yoshiyuki“ (観世 銕之丞), auch „Kanze Kasetsu“ (観世華雪; 1884–1959) genannt, und Hashioka Kyūtarō (橋岡 久太郎; –1884–1963) führten die Tradition der Meister der ersten Generation, „Kanze Yoshiyuki“ (世観 喜之) und anderen, fort. Die Nō-Künstler der Kanze-Schule stehen in der Mehrheit den Mitgliedern der „Nōgaku Performers' Association“ (能楽協会, Nōgaku kyōkai) nahe, die jede Rolle übernehmen. Motomasa Kanze (観世 元正; 1930–1990), das 25. Oberhaupt der Familie, wurde von Sakon adoptiert und war der Urenkel von Kiyotaka. Motomasas ältester Sohn ist Kanze Kiyokata (観世 清和, geboren 1959), der auch Leiter der Stiftung „Kaze Bunko“ (観世文庫) ist.
Derzeit sind Angehörige der direkten Linie von Sakon, die Seitenlinien „Tessen-kai“ (銕仙会) des Kanze Tetsunojō (観世 銕之丞), „Kyūkō-kai“ des Kanze Yoshiyuki (観世 喜之), „Umewaka-kai“ des Umewaka Rokurō (梅若六郎), „Kikkō-kai“ (橘香会) des Umewaka Manzaburō (梅若万三郎). Dau kommen noch die Familie des Umewaka Naoyoshi (梅若 猶義), die Hashioka (橋岡家) und noch andere. In der Kansai-Region sind die Familien Hayashi, Inoue, Katayama, Ōe, Ōtsuki, Ōnishi, Sugiura, Urata, Yamamoto, Fujii, Ueda usw. aktiv.
Die Kanze-Gruppen sind zu sehen in Tokio und Kyōto im jeweiligen „Kanze Kaikan“ (観世会館) sowie in den Nō-Theatern der Familien. Gemeinsam wird die Zeitschrift „Kanze“ herausgegeben.